# 油

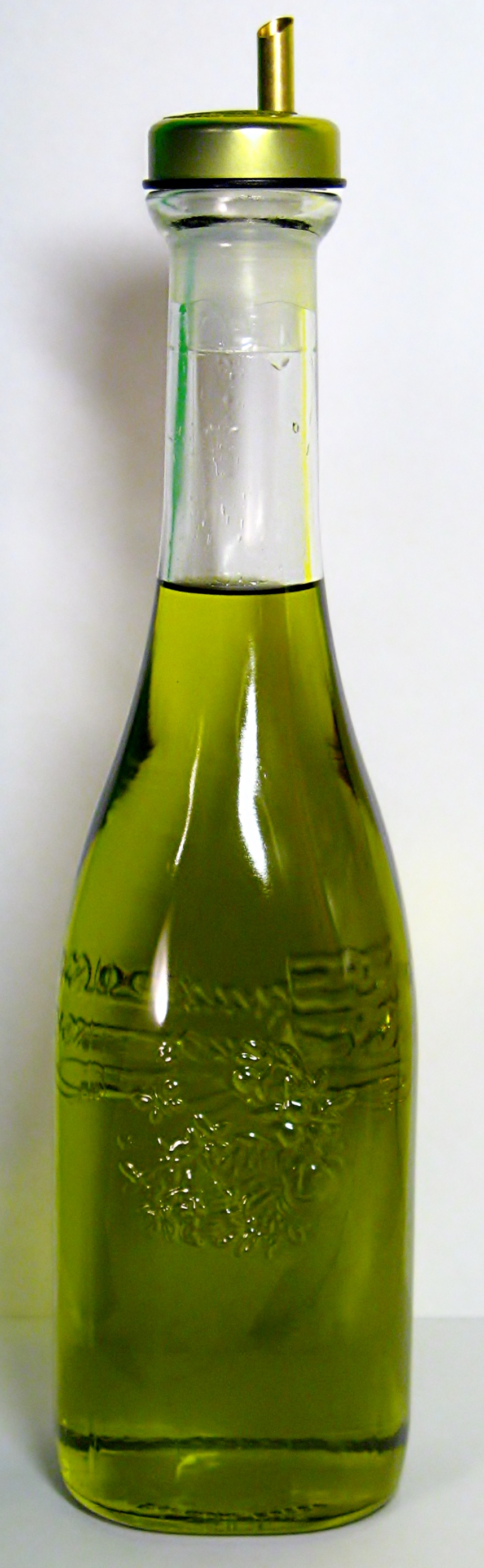
一瓶煮食用的橄欖油

油，是由一种或多种液态的碳氢化合物组成的物质。由于油具有疏水性的特性，“油”亦是许多与水不溶之液体的总称。而可以在油中溶解的物质都具有亲油性，一般不溶於水。
油和水可以在乳液，比如奶中短時間內比较均匀地混合。但是乳液是亚稳定的状态，一段时间后又会重新分为油和水两个相态。
油的过量摄入会导致脂肪增生，可能導致心血管疾病的發生。

## 概述
油跟醇、酮和醚等碳氢化合物的區别在于，油的组成部分不极化；与脂肪的区别在于，组成油的化合物的分子长度和分子之间的连接比较小。

## 油的种类
油亦是多种不同的物质的日常统称，因此它的分类并不系统，一般按其来源、用途等分类。

### 食用油
- 植物油：

许多植物油被用来食用（比如菜油、向日葵油、橄榄油、紫蘇籽油等）。
- 动物油：

动物油中用作食用油的相对来说比较少（比如鱼肝油），动物油与脂肪的区分也不十分明确。此外动物油还被用在工业中（润滑油、肥皂等）。

### 精油
精油是易挥发的、有芳香气味的植物油（比如玫瑰油），常用在化妆品中。

### 矿物油

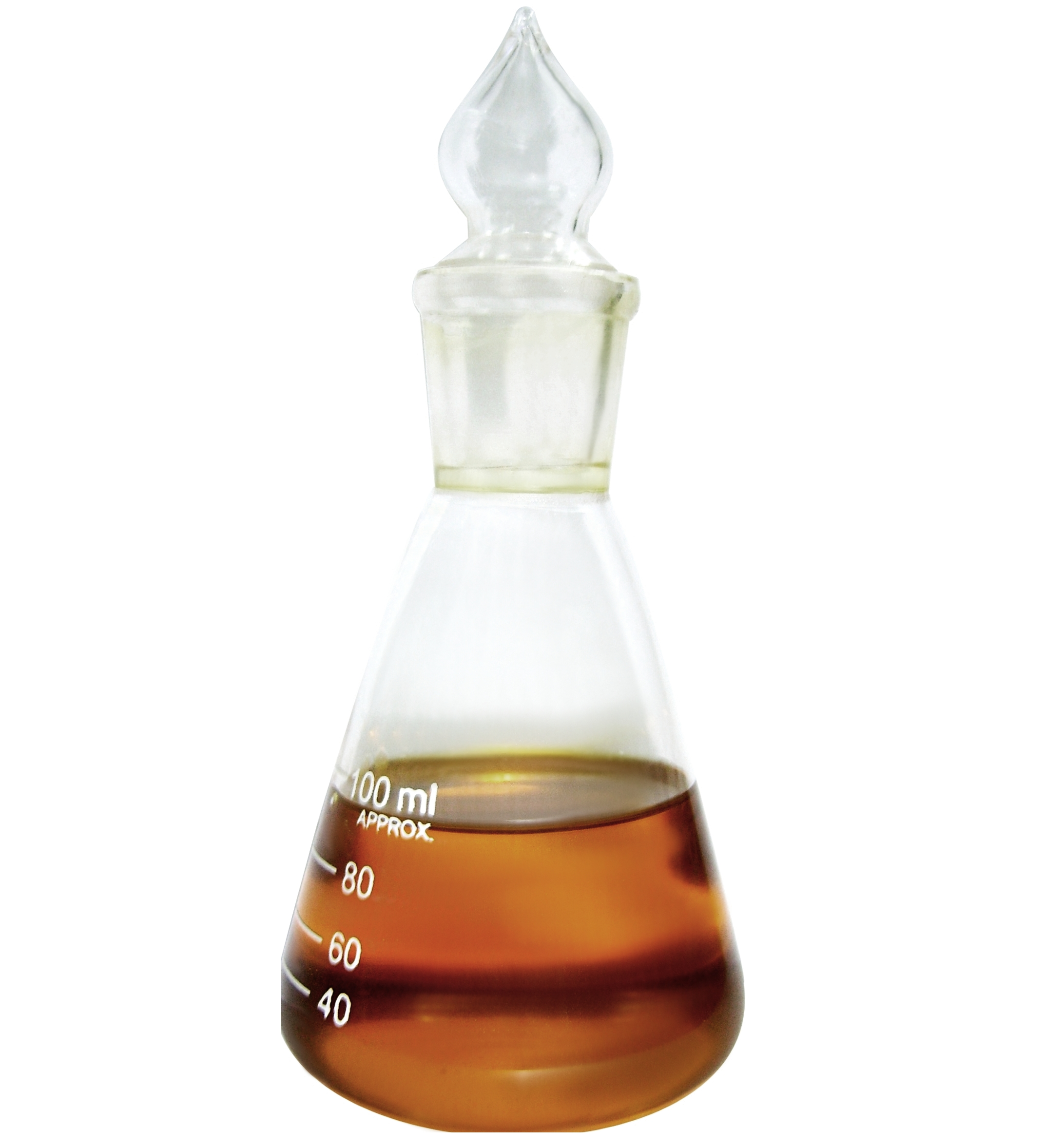
柴油

矿物油是有机化学工业非常重要的原材料。矿物油提炼后也是目前世界上最重要的能量原材料。作为取暖用油、汽油、柴油和重油的它是今日文明的保障。此外矿物油產物还被用来製造润滑油。
矿物油主要是从地下开采出来的石油，其主要组成部分是烷烃。大自然中的原油大多数含有杂物，除少数例外外（比如利比亚的原油）都含有比较多的硫和其它物质。

### 硅油
硅油是由硅和氧组成的半有机的高分子和非均相高分子化合物。它的优点是不易氧化，不易受温度和其它因素影响。硅油除被用作润滑剂外，还在化妆工业被大量使用。

## 用途
- 润滑剂
- 燃料
- 液压油
- 化工业原料
- 热容
- 肥皂、生物柴油（回鍋油回收再利用）
- 機油

## 延伸阅读
[在维基数据编辑]
 《欽定古今圖書集成·經濟彙編·食貨典·油部》，出自陈梦雷《古今圖書集成》